# Rosalia breveapicalis
Rosalia breveapicalis är en skalbaggsart som först beskrevs av Maurice Pic 1946.  Rosalia breveapicalis ingår i släktet Rosalia och familjen långhorningar. Inga underarter finns listade i Catalogue of Life.